# Волгоградска област
Волгоградска област е субект на Руската федерация, в състава на Южния Федерален окръг. Площ 112 877 km2 (31-во място в Руската Федерация, 0,66% от нейната площ). Население на 1 януари 2017 г. 2 535 202 души (19-о място в Руската Федерация, 1,73% от цялото население). административен център град Волгоград. Разстояние от Москва до Волгоград 1073 km.

## Историческа справка
Първото руско селище в региона възниква през 1555 г., а от 1590 г. е град под името Царицин, от 1925 г. Сталинград, а от 10 ноември 1961 г. Волгоград. През 1668 г. е основана крепостта Камишин, която по-късно е преобразувана в град Камишин. През 1734 г. възниква третото руско селище в района – укрепеният пункт Дубовка, който от 1803 г. е признат за град под същото име. На 10 януари 1934 г. с постановление на ВЦИК Нижневолжкия край е разделен на Саратовски край и Сталинградски край, който от 5 декември 1936 г. е преобразуван в Сталинградска област. От 10 ноември 1961 г. Волгоградска област. По време на Втората световна война на територията на областта се водят най-тежките и решаващи битки между немските войски и Червената армия – Битката при Сталинград.

## Географска характеристика

### Географско положение, граници, големина
Волгоградска област се намира в южната чста на Европейска Русия. На юг граничи с Астраханска област и Република Калмикия, на югозапад и запад – с Ростовска област, на северозапад – с Воронежка област, на север – със Саратовска област и на изток – с Казахстан. В тези си граници заема площ от 112 877 km2 (31-во място в Руската Федерация, 0,66% от нейната площ).

### Релеф
Областта е разположена в югоизточната част на Източноевропейската равнина и от река Волга се дели на две части: западна – дяснобрежна и източна – Заволжие. Дяснобрежната част е по висока, силно разчленена от оврази и делета. Тук се простира южната част на Приволжкото възвишение (височина до 358 m – максималната кота на областта), северната част на възвишението Ергени, югоизточната част на Калачкото възвишение, източната част на Донските височини, Хопьорско-Бузулукската равнина и Сарпинската низина. Заволжието представлява низинна равнина. Между река Волга и левият ѝ ръкав Ахтуба се простира обширната заливна тераса на Волга, изобилстваща от протоци и езера-старици.

### Климат
Климатът на областта е континентален, със студена, малоснежна зима и продължително, горещо и сухо лято. Средна януарска температура на югозапад -8 °C, на североизток -12 °C, средна юлска температура на северозапад 22 °C, на югоизток 24 °C. Годишната сума на вележите варира от 450 mm на северозапад до 270 mm на югоизток. Продължителността на вегетационния период е от 150 дни на север до 175 дни на юг.

### Води
Във Волгоградска област има 200 реки (с дължина над 10 km) с обща дължина 8193 km и те се отнасят към 4 водосборни области: река Волга, вливаща се в Каспийско море, река Дон, вливаща се в Азовско море и две безотточни области – Прикаспийска на изток и Сарпинска на юг. По голямата част от територията на областта попада във водосборния басейн на река Дон с нейните големи притоци Хопьор, Медведица, Иловля, Бузулук и др. Волжкият водосборен басейн заема тясна полоса покрай долината на река Волга. В Прикаспийската безотточна област реките са малко и те се вливат главно в голямото солено езеро Елтон. Реките в Сарпинската безотточна област се стичат от източния склон на възвишението Ергени и се вливат в езерата Сарпа и Цаца. Подхранването на реките в региона е смесено с преобладаване на снежното (70 – 80%). За тях е характерно високо пролетно пълноводие, лятно-есенно маловодие, при което по-малките реки пресъхват и ясно изразено зимно маловодие. Волгоградските реки замръзват в края на ноември или началото на декември, а се размразяват в началото на април. Между двете най-големи реки Волга и Дон, в района на най-голямото им сближаване е изграден Волго-Донския плавателен канал.
Във Волгоградска област има над 6,1 хил. естествени и изкуствени езера с обща площ около 4,2 хил.km2. Основният вид естествени езера са крайречните, но се срещат още лиманни, реликтови и тектонски езера. Крайречните езера-старици са разположени предимно във Волго-Ахтубинската заливна тераса, лиманните езера заемат затворени безотточни падини в Прикаспийската низина, а реликтовите езера са представени от Сарпинските езера, разположени по древната долина на Волга. Най-големите естествени езера във Волгоградска област са: солените Елтон, Боткул и Булухта и сладководното Сарпа. Площта на изкуствените водоеми е значително по-голяма от тази на естествените. Във Волгоградска област са изградени две от най-големите водохранилища в Русия – Волгоградското на река Волга и Цимлянското на река Дон.

### Почви, растителност, животински свят
Над 83% от територията на областта е разположена в степната зона. Северозападната част е заета от черноземни почви (обикновени и южни), а в останалите райони са разпространени тъмнокафявите и кафявите почви. Крайните югоизточни части на областта са полупустинни, заето от светлокафяви почви с различна степен на засоленост с петна от солончаци и ливадно-кафяви почви. По речните долини са развити алувиално-ливадните почви с ливадна и дървесно-храстова растителност. Горите заемат едва 4% от територията на областта и са представени от дъб, клен и др. Голямо внимание се отделя на изкуственото лесозалесяване, като са изградени четири държавни лесозащитни пояса и множество по-малки между тях.
Животинския свят е представен от гризачи (лалугер, мишка), заек, лисица, вълк, ондатра, енотовидно куче, много птици, влечуги и различни видове риби (основно есетрови) във водите на Волга и Дон.

## Население
На 1 януари 2017 г. населението на Волгоградска област е наброявало 2 535 202 души (19-о място в Руската Федерация, 1,73% от цялото население). При преброяването през 2010 г. етническият състав на областта е бил следният (народи над 10 хил. души): руснаци 90%, казахи 1,8%, украинци 1,4%, арменци 1,1%, татари 0,9%, азербайджанци 0,6%, немци 0,4%.

## Административно-териториално деление
В административно-териториално отношение Волгоградска област се дели на 6 областни градски окръга, 32 муниципални района, 19 града, в т.ч. 6 града с областно подчинение (Волгоград, Волжск, Камишин, Михайловка, Урюпинск и Фролово) и 13 града с районно подчинение и 16 селища от градски тип.
| Административна единица | Площ (km2) | Население (2017 г.) | Административен център | Население (2017 г.) | Разстояние до Волгоград (в km) | Други градове и сгт с районно подчинение |
| ----------------------- | ---------- | ------------------- | ---------------------- | ------------------- | ------------------------------ | ---------------------------------------- |
| Областни градски окръзи |            |                     |                        |                     |                                |                                          |
| Волгоград               | 859        | 1 015 586           | гр. Волгоград          | 1 015 586           |                                |                                          |
| Волжки                  | 229        | 326 055             | гр. Волжск             | 326 055             | 16                             |                                          |
| Камишин                 | 118        | 111 775             | гр. Камишин            | 111 775             | 200                            |                                          |
| Михайловка              | 3723       | 83 533              | гр. Михайловка         | 58 407              | 193                            |                                          |
| Урюпинск                | 39         | 38 267              | гр. Урюпинск           | 38 267              | 340                            |                                          |
| Фролово                 | 58         | 37 377              | гр. Фролово            | 37 377              | 148                            |                                          |
| Муниципални райони      |            |                     |                        |                     |                                |                                          |
| 1. Алексеевски          | 2297       | 16 202              | ст-ца Алексеевская     | 3836                | 302                            |                                          |
| 2. Биковски             | 3410       | 25 813              | сгт Биково             | 7650                | 155                            |                                          |
| 3. Городищенски         | 2181       | 60 245              | сгт Городище           | 22 141              | 15                             | Ерзовка, Нови Рогачик                    |
| 4. Даниловски           | 2961       | 14 638              | сгт Даниловка          | 4718                | 262                            |                                          |
| 5. Дубовски             | 3140       | 29 570              | гр. Дубовка            | 14 165              | 52                             |                                          |
| 6. Елански              | 2667       | 30 222              | сгт Елан               | 14 006              | 363                            |                                          |
| 7. Жирновски            | 2970       | 39 759              | гр. Жирновск           | 15 872              | 320                            | Красни Яр, Линьово, Медведицки           |
| 8. Иловлински           | 4155       | 33 303              | сгт Иловля             | 11 418              | 84                             |                                          |
| 9. Калачевски           | 4225       | 65 536              | гр. Калач на Дон       | 24 237              | 85                             |                                          |
| 10. Камишински          | 3563       | 39 898              | гр. Камишин            |                     | 200                            | гр. Петров Вал                           |
| 11. Киквидзенски        | 2071       | 16 395              | ст-ца Преображенская   | 5533                | 299                            |                                          |
| 12. Клетски             | 3555       | 17 613              | ст-ца Клетская         | 5323                | 177                            |                                          |
| 13. Котелниковски       | 3471       | 36 621              | гр. Котелниково        | 20 381              | 190                            |                                          |
| 14. Котовски            | 2479       | 31 321              | гр. Котово             | 22 450              | 229                            |                                          |
| 15. Кумилженски         | 2958       | 19 822              | ст-ца Кумилженская     | 7953                | 243                            |                                          |
| 16. Ленински            | 2600       | 30 271              | гр. Ленинск            | 15 149              | 78                             |                                          |
| 17. Нехаевски           | 2177       | 13 516              | ст-ца Нехаевская       | 4679                | 395                            |                                          |
| 18. Николаевски         | 3436       | 29 767              | гр. Николаевск         | 13 840              | 190                            |                                          |
| 19. Новоанински         | 3081       | 33 679              | гр. Новоанински        | 16 436              | 254                            |                                          |
| 20. Новониколаевски     | 2363       | 21 118              | сгт Новониколаевски    | 9678                | 306                            |                                          |
| 21. Октябърски          | 3811       | 20 371              | сгт Октябърски         | 5854                | 130                            |                                          |
| 22. Олховски            | 3226       | 17 623              | с. Олховка             | 5401                | 178                            |                                          |
| 23. Паласовски          | 12 361     | 40 398              | гр. Паласовка          | 14 940              | 301                            |                                          |
| 24.Руднянски            | 1947       | 15 582              | сгт Рудня              | 6568                | 347                            |                                          |
| 25. Светлоярски         | 3185       | 36 499              | сгт Светли Яр          | 11 749              | 52                             |                                          |
| 26. Серафимовички       | 4324       | 23 575              | гр. Серафимович        | 8987                | 260                            |                                          |
| 27. Среднеахтубински    | 1957       | 60 815              | сгт Средная Ахтуба     | 14 477              | 46                             | гр. Краснослободск                       |
| 28. Старополтавски      | 4077       | 18 670              | с. Старая Полтавка     | 4159                | 370                            |                                          |
| 29. Суровикински        | 3399       | 34 105              | гр. Суровикино         | 18 954              | 155                            |                                          |
| 30. Урюпински           | 3460       | 26 596              | гр. Урюпинск           |                     | 340                            |                                          |
| 31. Фроловски           | 3259       | 13 965              | гр. Фролово            |                     | 148                            |                                          |
| 32. Чернишковски        | 3080       | 15 754              | сгт Чернишковски       | 5130                | 215                            |                                          |

## Селско стопанство
Отглеждат се едър рогат добитък, овце, птици, както и зърнени, фуражни, технически култури, картофи и зеленчуци. Развито е пчеларството.
| хиляди хектара | 5303 | 4619, | 3992,1 | 2610,2 | 2979,3 | 2726,2 | 2988,0 |